# Gran Premio d'Olanda 1965
Il Gran Premio d'Olanda 1965 fu la sesta gara della stagione 1965 del Campionato mondiale di Formula 1, disputata il 18 luglio sul Circuito di Zandvoort.
La corsa vide la vittoria di Jim Clark su Lotus-Climax, seguito da Jackie Stewart su BRM e da Dan Gurney su Brabham-Climax.

## Qualifiche
| Pos | N° | Pilota          | Costruttore         | Scuderia                    | Tempo  | Distacco |
| --- | -- | --------------- | ------------------- | --------------------------- | ------ | -------- |
| 1   | 10 | Graham Hill     | BRM P261            | Owen Racing Organisation    | 1:30.7 | -        |
| 2   | 6  | Jim Clark       | Lotus 33-Climax     | Team Lotus                  | 1:31.0 | +0.3     |
| 3   | 22 | Richie Ginther  | Honda RA272         | Honda R&D Company           | 1:31.0 | +0.3     |
| 4   | 2  | John Surtees    | Ferrari 512         | Scuderia Ferrari SpA SEFAC  | 1:31.0 | +0.3     |
| 5   | 16 | Dan Gurney      | Brabham BT11-Climax | Brabham Racing Organisation | 1:31.2 | +0.5     |
| 6   | 12 | Jackie Stewart  | BRM P261            | Owen Racing Organisation    | 1:31.4 | +0.7     |
| 7   | 14 | Denny Hulme     | Brabham BT11-Climax | Brabham Racing Organisation | 1:32.0 | +1.3     |
| 8   | 8  | Mike Spence     | Lotus 25-Climax     | Team Lotus                  | 1:32.2 | +1.5     |
| 9   | 18 | Bruce McLaren   | Cooper T77-Climax   | Cooper Car Company          | 1:32.6 | +1.9     |
| 10  | 28 | Jo Siffert      | Brabham BT11-BRM    | RRC Walker Racing Team      | 1:32.9 | +2.2     |
| 11  | 30 | Frank Gardner   | Brabham BT11-BRM    | John Willment Automobiles   | 1:32.9 | +2.2     |
| 12  | 4  | Lorenzo Bandini | Ferrari 158         | Scuderia Ferrari SpA SEFAC  | 1:33.1 | +2.4     |
| 13  | 38 | Innes Ireland   | Lotus 25-BRM        | Reg Parnell Racing          | 1:33.4 | +2.7     |
| 14  | 20 | Jochen Rindt    | Cooper T77-Climax   | Cooper Car Company          | 1:33.7 | +3.0     |
| 15  | 26 | Jo Bonnier      | Brabham BT7-Climax  | RRC Walker Racing Team      | 1:33.8 | +3.1     |
| 16  | 36 | Bob Anderson    | Brabham BT11-Climax | DW Racing Entreprises       | 1:34.1 | +3.4     |
| 17  | 34 | Richard Attwood | Lotus 25-BRM        | Reg Parnell Racing          | 1:34.6 | +3.9     |

## Gara
| Pos | N° | Pilota          | Costruttore         | Giri | Tempo/Causa Ritiro | Pos partenza | Punti |
| --- | -- | --------------- | ------------------- | ---- | ------------------ | ------------ | ----- |
| 1   | 6  | Jim Clark       | Lotus 33-Climax     | 80   | 2:03:59.1          | 2            | 9     |
| 2   | 12 | Jackie Stewart  | BRM P261            | 80   | +8.0 secondi       | 6            | 6     |
| 3   | 16 | Dan Gurney      | Brabham BT11-Climax | 80   | +13.0 secondi      | 5            | 4     |
| 4   | 10 | Graham Hill     | BRM P261            | 80   | +45.1 secondi      | 1            | 3     |
| 5   | 14 | Denny Hulme     | Brabham BT11-Climax | 79   | +1 Giro            | 7            | 2     |
| 6   | 22 | Richie Ginther  | Honda RA272         | 79   | +1 Giro            | 3            | 1     |
| 7   | 2  | John Surtees    | Ferrari 512         | 79   | +1 Giro            | 4            |       |
| 8   | 8  | Mike Spence     | Lotus 25-Climax     | 79   | +1 Giro            | 8            |       |
| 9   | 4  | Lorenzo Bandini | Ferrari 158         | 79   | +1 Giro            | 12           |       |
| 10  | 38 | Innes Ireland   | Lotus 25-BRM        | 78   | +2 Giri            | 13           |       |
| 11  | 30 | Frank Gardner   | Brabham BT11-BRM    | 77   | +3 Giri            | 11           |       |
| 12  | 34 | Richard Attwood | Lotus 25-BRM        | 77   | +3 Giri            | 17           |       |
| 13  | 28 | Jo Siffert      | Brabham BT11-BRM    | 55   | +25 Giri           | 10           |       |
| Rit | 20 | Jochen Rindt    | Cooper T77-Climax   | 48   | Pressione olio     | 14           |       |
| Rit | 18 | Bruce McLaren   | Cooper T77-Climax   | 36   | Differenziale      | 9            |       |
| Rit | 26 | Jo Bonnier      | Brabham BT7-Climax  | 16   | Perdita olio       | 15           |       |
| Rit | 36 | Bob Anderson    | Brabham BT11-Climax | 11   | Motore             | 16           |       |

## Statistiche

### Piloti
- 18ª vittoria per Jim Clark
- 20º giro più veloce per Jim Clark

### Costruttori
- 23° vittoria per la Lotus

### Motori
- 39ª vittoria per il motore Climax

### Giri al comando
- Richie Ginther (1-2)
- Graham Hill (3-5)
- Jim Clark (6-80)

## Classifiche Mondiali

### Piloti
| Pos | Pilota          | Punti |
| --- | --------------- | ----- |
| 1   | Jim Clark       | 45    |
| 2   | Graham Hill     | 26    |
| 3   | Jackie Stewart  | 25    |
| 4   | John Surtees    | 17    |
| 5   | Bruce McLaren   | 8     |
| 6   | Lorenzo Bandini | 6     |
|     | Mike Spence     | 6     |
| 8   | Dan Gurney      | 5     |
|     | Denny Hulme     | 5     |
| 10  | Jack Brabham    | 3     |
| 11  | Jo Siffert      | 2     |
|     | Richie Ginther  | 2     |

### Costruttori
| Pos | Team           | Punti |
| --- | -------------- | ----- |
| 1   | Lotus-Climax   | 45    |
| 2   | BRM            | 37    |
| 3   | Ferrari        | 20    |
| 4   | Brabham-Climax | 11    |
| 5   | Cooper-Climax  | 8     |
| 6   | Brabham-BRM    | 2     |
|     | Honda          | 2     |